# 友沢こたお
友沢 こたお（ともざわ こたお、1999年10月14日 - ）は、日本の芸術家、モデル。フランス・ボルドー生まれ。

## 略歴
漫画家の友沢ミミヨとフランス人で船長&歌手の父親との間に生まれ、5歳までパリで過ごす。
2016年6月3日、「小鳥こたお」名義で女性アイドルグループ・あヴぁんだんどに加入。2017年にはMash Berry×MELLOW GREEN WONDER「発見」やプンクボイ（ロマン優光）「stakefinger」のアートワークを担当。
2018年、東京芸術大学美術学部（絵画科油画専攻）入学。アンディ・ボリュスとの二人展「ガングロ牧場」（UPLINK渋谷、4月25日 - 5月6日）を開催。
2019年1月20日、あヴぁんだんどを卒業。当初4月22日がラストライブとなる予定だったが、学業との両立が困難となったため卒業時期が繰り上げとなった。同年、母・ミミヨとアートユニット「とろろ園」を結成。また、同年度の久米賞に選出。イラストレーション展覧会「WAVE2019」に作品を出展（こたお名義）。
2020年、第14回藝大アートプラザ大賞入選。「WAVE2020」に作品を出展。また、同年12月、初めての個展「Pomme d'amour」（mograg gallery、12月5日 - 27日）を開催。
2023年、第20回ベストデビュタント賞（映像・グラフィック・アート部門）を受賞。

## 人物・エピソード
こたおは本名。タイ王国の南部にある「コ・タオ」という島を訪れその美しさに感動した両親がつけた。
母・ミミヨの漫画作品『まめおやじ』（TV Bros.連載）のモデルである。
幼少期に影響を受けたのは花輪和一と楳図かずお。また、母の交友関係から、幼少期より根本敬や宇川直宏らとの交流がある。
棚橋弘至の「愛してま〜す」のパフォーマンスをきっかけにプロレスファンとなる。当初は新日本プロレスのファンだったが、大日本プロレスのデスマッチにハマる。特に葛西純、バラモン兄弟らのファンで、特に葛西純は、その熱烈さから彼の第2子の名前が「こたお」となったエピソードもある。2013年には母とともに「真夜中のハーリー&レイス」（アール・エフ・ラジオ日本）やDOMMUNEに出演している。
使用画材は高校時代からずっと油絵具。混ぜている間に乾かず、色が変わらないという点でも自身の色へのこだわりの強さに合っているという。